# Flunitrazepam
Flunitrazepam, bekannt auch unter seinem Handelsnamen Rohypnol, ist ein Wirkstoff aus der Gruppe der Benzodiazepine. Es wird vorwiegend als Schlafmittel (Hypnotikum) verschrieben sowie oral oder intramuskulär vor chirurgischen oder diagnostischen Eingriffen zur Prämedikation und gelegentlich auch noch anschließend kurzfristig zur Sedierung des Patienten angewendet.
Mit der – je nach Dosis – schlafanstoßenden bis schlaferzwingenden Wirkung zählt Flunitrazepam zu den potentesten Hypnotika. Aufgrund des Missbrauchspotenzials ist Flunitrazepam in Deutschland seit 2011 nur noch über ein Betäubungsmittelrezept zu beziehen.

## Geschichte
Flunitrazepam wurde von Leo Sternbach als Teil der Arbeiten an den Benzodiazepinen bereits 1960 entdeckt und von Hoffmann-La Roche 1972 patentiert. Als Arzneimittel kam es ab 1974 auf den Markt, zunächst  in verschiedenen europäischen Ländern (in Deutschland 1979 als Rohypnol). Nach 1980 wurde Flunitrazepam auch außerhalb von Europa zugelassen. 2012 übernahm  Cheplapharm von Roche die Lizenz für Rohypnol.

## Synthese
Flunitrazepam wird in einer sechsstufigen Synthese hergestellt. Im ersten Schritt wird in einer Friedel-Crafts-Acylierung aus 4-Chloranilin und 2-Fluorbenzoylchlorid in Gegenwart von Zinkchlorid das 2-Amino-5-chlor-2'-fluorbenzophenon erhalten. Durch eine reduktive Dehalogenierung wird dieses in das 2-Amino-2'-fluorbenzophenon überführt. Die anschließende Umsetzung mit Bromacetylbromid ergibt eine Säureamidzwischenverbindung, die mittels Ammoniak zur Grundstruktur des Wirkstoffs zyklisiert wird. Im fünften und sechsten Syntheseschritt werden über eine Nitrierung mit Kaliumnitrat und Schwefelsäure und eine N-Alkylierung mit Methyliodid die entsprechenden Substitutionen zur Zielverbindung eingeführt.

## Wirkung
Flunitrazepam bindet an GABAA-Rezeptoren im Zentralnervensystem und verstärkt die dort natürlicherweise vorhandenen Hemm-Mechanismen, an denen der Neurotransmitter GABA (gamma-Aminobuttersäure) beteiligt ist. Flunitrazepam beeinflusst die GABA-eigenen Transmissionen schon in wesentlich kleineren Dosen als andere Benzodiazepin-Derivate. Der sedative Effekt ist ungefähr sieben- bis zehnmal stärker als der von Diazepam. Da der Wirkstoff nach oraler Einnahme sehr schnell und nahezu vollständig vom Körper aufgenommen wird, tritt die Wirkung etwa 15 bis 20 Minuten nach der Anwendung ein und hält zwischen vier und sieben Stunden an. Flunitrazepam gehört zu den unter anderem zur Prämedikation eingesetzten Arzneimitteln. Einige Effekte können bis zwölf Stunden nach der Anwendung auftreten.
| Pharmakologische Daten     | Pharmakologische Daten                                                                   |
| -------------------------- | ---------------------------------------------------------------------------------------- |
| Verabreichungsweg          | Oral (Einnahme)                                                                          |
| Bioverfügbarkeit           | 80–90 %                                                                                  |
| Plasmaeiweißbindung        | 78 %                                                                                     |
| Maximaler Plasmaspiegel    | Nach ca. 0,5–2 Stunden (Einmalgabe)                                                      |
| Erreichen des Steady-State | Nach 5 Tagen (Mehrfachgabe)                                                              |
| Halbwertszeit              | - 1,8 Stunden (initiale Verteilungshalbwertszeit, t½(α)) - 16–35 Stunden - 17–27 Stunden |
| Metabolisierung            | Hepatisch, Hauptmetaboliten: 7-Aminoflunitrazepam und N-Desmethylflunitrazepam           |
| Ausscheidung               | Urin, Galle                                                                              |

## Nebenwirkungen
Wie bei anderen Benzodiazepinen kann sich eine Abhängigkeit entwickeln.
In einer kritischen Analyse relevanter Studien hinsichtlich einer möglichen Einschränkung der Fahrtüchtigkeit im Straßenverkehr nach Einnahme von Flunitrazepam kommen Kaufmann et al. 2004 zu dem Schluss, dass darüber trotz der Menge der bislang gesammelten Daten unter Forschern kein Konsens gefunden werden konnte. Die vermutete beeinträchtigende Wirkung von Flunitrazepam auf die Fahrtüchtigkeit „konnte nicht in aller Deutlichkeit bestätigt, aber auch keineswegs widerlegt“ werden. Bei gleichzeitiger Einnahme anderer zentral dämpfender Stoffe (z. B. H1-Antihistaminika, Antipsychotika, Antidepressiva) oder auch Alkohol kommt es zu einer Wirkverstärkung; das Risiko für Stürze und Knochenbrüche ist erhöht.
Besonders bei Kindern und älteren Patienten besteht die Möglichkeit von „paradoxen“ (gegenteiligen) Reaktionen. Dann treten statt Beruhigung erhöhte Aggressivität, akute Erregungszustände, Angst, vermehrte Muskelkrämpfe, Ein- und Durchschlafstörungen, Albträume, Halluzinationen, depressive Verstimmungszustände oder gelegentlich sogar Suizidgefährdung auf. Die Behandlung mit Flunitrazepam darf dann nicht fortgeführt werden.

## Anwendung in der Schwangerschaft
Benzodiazepine wie Flunitrazepam sind lipophil und können die Plazentaschranke passieren. Es liegen keine hinreichenden Daten für die Anwendung von Flunitrazepam bei Schwangeren vor. Es gibt Anhaltspunkte für ein erhöhtes Risiko für Lippen- und Gaumenspalten beim Kind. Die Anwendung von Benzodiazepinen in der späteren Phase der Schwangerschaft kann beim Neugeborenen zu physischer Abhängigkeit und postnatal zum Auftreten von Entzugserscheinungen führen.

## Schädlicher Gebrauch
In Kombination mit Alkohol oder Opioiden kann es zu einer Amnesie (Gedächtnislücke) kommen, daher hat Flunitrazepam den Ruf einer Date-Rape-Droge: Opfer von Vergewaltigungen oder anderen Straftaten können sich oft an keine Details zum Hergang erinnern. Besonders in den 1990er Jahren wurden die damals farb- und geschmacklosen Tabletten für diesen Zweck missbraucht, meist, indem sie Getränken beigemischt wurden. 1998 änderte der Hersteller die Zusammensetzung unter anderem durch Zusatz des blauen Farbstoffes Indigokarmin, so dass die Tabletten seitdem Flüssigkeiten verfärben, klumpen und einen leicht bitteren Geschmack haben.
Flunitrazepam wird auch von Konsumenten illegaler Drogen eingenommen. Die Tabletten sind am Schwarzmarkt als „Ruppies“, „Ruffies“, „Roofies“ (vor allem in Amerika unter diesem Namen üblich) oder „R2“, im deutschsprachigen Raum aber vor allem als „Flunies/Flummis“ (nach dem Inhaltsstoff Flunitrazepam), „Ropse“, „Ro(s)chies“ (nach der Hersteller-Firma Roche) oder „Ropys“ bekannt. Speziell in Österreich werden häufig die Namen „Roiperl“, „Ro“, „Rippal“ oder „Sommal“ bzw. „Sommerl“ (nach dem Handelsnamen Somnubene) gebraucht. Sie stehen zwar auch nur mit Substitutionsrezept zur Verfügung, werden aber trotzdem noch am Schwarzmarkt verkauft.

## Recht
Ende der 1990er Jahre wurde das deutsche Betäubungsmittelgesetz dahingehend geändert, dass zunächst die Menge pro Packung nicht mehr als 20 mg betragen durfte. Das hatte zur Folge, dass die bis dahin in 20er-Schachteln erhältlichen Tabletten zu 2 mg nur noch in 10er-Schachteln angeboten wurden. Eine weitere Novellierung des BtMG im Jahre 1998 führte dazu, dass die Höchstmenge pro abgeteilter Form (also Tablette oder Ampulle) nicht mehr als 1 mg Flunitrazepam enthalten durfte.
Mit der 25. Verordnung zur Änderung betäubungsmittelrechtlicher Vorschriften vom 3. März 2011 beschloss die deutsche Bundesregierung, Flunitrazepam ausnahmslos den Vorschriften des BtMG zu unterstellen. Dieser Änderungsverordnung stimmte der Bundesrat in seiner 882. Plenarsitzung am 15. April 2011 zu (BR-Drs 130/11). Es gab eine Übergangsfrist von sechs Monaten ab Verkündung dieser Änderungsverordnung im Bundesgesetzblatt. Diese Frist endete am 1. November 2011. Seitdem sind Flunitrazepam-haltige Arzneimittel in Deutschland nur noch mit BtM-Rezept erhältlich (anders als bestimmte andere Benzodiazepine, für die dosisabhängig Ausnahmen bestehen). Die verschreibbare Höchstmenge wurde 2012 auf 30 mg innerhalb von 30 Tagen beschränkt.
In Österreich steht Flunitrazepam unter dem Suchtmittelgesetz. Ab Mitte Dezember 2012 wurden daher Flunitrazepam-haltige Medikamente nur mehr auf Suchtgiftrezept verschrieben. Präparate wie einst Somnubene oder Guttanotte sind nicht mehr erhältlich und werden nicht mehr hergestellt. Stattdessen werden Benzodiazepine, die langsamer anfluten, verordnet.
In den USA ist Flunitrazepam nicht als Medikament zugelassen und gilt als illegale Droge. Die Einfuhr zum „persönlichen Gebrauch“ blieb bei entsprechendem Nachweis und der Anmeldung beim Zoll jedoch lange möglich. Auf diesem Weg gelangten jährlich etwa 1,5 Millionen Einheiten Flunitrazepam (je 2 mg) legal in die USA, bis 1996 auch diese Form der Einfuhr verboten wurde. Trotz der im Vergleich zu Deutschland relativ großzügigen Verschreibungspraxis anderer Benzodiazepine besteht in vielen US-Regionen ein Schwarzmarkt für Flunitrazepam. Insbesondere im Süden der USA, entlang der Grenze zu Mexiko, ist die Substanz relativ einfach und vergleichsweise günstig erhältlich.

## Film und Kunst
- Die US-amerikanische Filmkomödie Hangover aus dem Jahr 2010 handelt von einem Filmriss durch eine versehentliche Einnahme von „Roofies“ in einem alkoholischen Getränk.
- Der Film Chabrols süßes Gift aus dem Jahr 2000 des französischen Regisseurs Claude Chabrol nach dem Roman The Chocolate Cobweb beschreibt jahrelangen Missbrauch von Flunitrazepam als Schlafmittel.
- Der Song Baby’s Got a Temper von The Prodigy thematisiert den Konsum von Rohypnol und erhielt dafür in der Originalversion ein Radioverbot.[21]
- Ein Song des dritten Albums „The botten is nådd“ (2003) des schwedischen Hiphoppers Timbuktu trägt den Titel „Flunitrazepam“.
- Der Film Vollblüter aus dem Jahr 2017 beschreibt im finalen Kapitel die Verwendung von „Roofies“ zur Durchführung eines Mordes.
- In der Serie Arrested Development werden in einem „Roofie circle“ „Roofies“ zu spät für eine missbräuliche Anwendung zum Zweck einer Amnesie eingenommen, jedoch die Einnahme vergessen, worarauf eine erneute Einnahme erfolgt.
- In dem Gedicht „Wenn du schläfst“ von Till Lindemann wird „Rohypnol“ im Zusammenhang mit Beischlaf erwähnt. Das Gedicht wurde kontrovers diskutiert.
- Der Protagonist des Films Bad Director versucht vergeblich, Rohypnol zu erwerben, um seine Schlafstörungen zu bekämpfen, stattdessen kann ihm seine Assistenz nur Baldrian beschaffen.

## Handelsnamen
Rohypnol (D, A, CH)